# Ospedale di San Paolo in Pinti
L'ospedale di San Paolo in Pinti, detto anche spedale dei Donati, è stato un'istituzione storica di Firenze, già situata in borgo Pinti.

## Storia e descrizione
Il 28 ottobre 1065 Fiorenzo Donati, appartenente a una delle più importanti famiglie cittadine, fondò in memoria della moglie Imilla un ospedale destinato all'accoglienza dei pellegrini, dei poveri viandanti e alla cura degli ammalati. Si trovava appena fuori dalla Porta di San Piero, in una zona detta Fulleraco (forse per la presenza antica di una fullonica, ovvero di luogo dove anticamente si lavoravano e tingevano i panni) all'inizio dell'attuale Borgo Pinti, ed era originariamente dotato di otto letti.
Dalla relazione di Luca Bacchini per i capitani del Bigallo del 12 maggio 1752, poco prima della definitiva soppressione della struttura, si apprende come a quell'epoca fosse gestita dalle monache di Sant'Apollonia di via San Gallo, delle quali resta ancora oggi un pietrino al n. 6 di Borgo Pinti: si può quindi presumere che l'ospedale si trovasse qui, con la corsia nell'ampio ambiente al piano terra, dove oggi si trova un ristorante.
Nei primi anni di vita l'ospedale venne dotato di terre e poderi dai discendenti di Fiorenzo Donati e da altri benefattori. Si ignora tuttavia le ragioni per cui, almeno dal 1223, l'ospedale venne sottoposto ai Vallombrosani della badia di San Paolo a Razzuolo, generando alcune contese coi Donati stessi, risolte solo nel 1333, quando venne assegnata all'abate la facoltà di scegliere lo spedalingo (il direttore, si direbbe oggi) e ai Donati il diritto di nomina del camarlingo (il tesoriere). Non è chiaro se la dedica a San Paolo risalga proprio al passaggio ai Vallombrosani.
Nel Trecento Giovanni Villani ricordò come lo spedale dei Pinti offrisse un paio di buoi per il traino del carroccio del Comune che guidava l'esercito fiorentino.
Lo "spedale a Pinti" è citato in una rima di Forese Donati in risposta a Dante Alighieri, Va, rivesti San Gal prima che dichi, in cui il poeta accusa in tenzone l'amico Alighieri di essere sfaticato e di campare grazie ai fratellastri, rischiando di finire "in farsata" (cioè con solo una giacchetta) tra i poveri ricoverati dello spedale dei Donati. Da questa citazione si può dedurre che l'ospedale fosse dedicato all'accoglienza degli uomini; nel Settecento invece, al tempo delle monache, era sicuramente diventato un'istituzione orientata all'ospitalità per donne.
Come molti ospedali minori fiorentini, anche questo venne soppresso durante i riordini lorense, esattamente il 25 gennaio 1751, e i suoi beni incamerati dal Bigallo. Tuttavia già nel 1752 un decreto lo riportò in vita per accogliere le "donne pellegrine" provenienti dal soppresso ospedale del Piccione in via Romana. Fu comunque vita breve: il 1 luglio 1773 la spedalinga di allora Angiola Saccardi firmò un documento in cui tutti gli arredi dell'ospedale venivano ceduti a quello di Santa Caterina degli Abbandonati.

## Stemma
Lo stemma dell'ospedale era in campo azzurro, con la spada di san Paolo in palo alla lama d'argento ed elsa d'oro, affiancata dalle lettere S P d'oro, puntate e caricate delle rispettive abbreviazioni. Era lo stesso stemma dell'abbazia di Razzuolo.